# Amblysperma
Amblysperma je monotipski rod glavočika iz tribusa Mutisieae, dio potporodice Mutisioideae. Sastoji se od vrste A. spathulata koja je izdvojena iz južnoameričkog roda Trichocline.
Australski je endem izZapadne Australije.

## Sinonimi
- Amblysperma minor Keighery
- Amblysperma scapigera Benth.
- Celmisia spathulata A.Cunn. ex DC.
- Trichocline scapigera F.Muell.
- Trichocline spathulata (A.Cunn. ex DC.) J.H.Willis